# Milton (Indiana)
Milton es un pueblo ubicado en el condado de Wayne en el estado estadounidense de Indiana. En el Censo de 2010 tenía una población de 490 habitantes y una densidad poblacional de 700,7 personas por km².

## Geografía
Milton se encuentra ubicado en las coordenadas 39°47′11″N 85°9′22″O / 39.78639, -85.15611. Según la Oficina del Censo de los Estados Unidos, Milton tiene una superficie total de 0.7 km², de la cual 0.69 km² corresponden a tierra firme y (1.11%) 0.01 km² es agua.

## Demografía
Según el censo de 2010, había 490 personas residiendo en Milton. La densidad de población era de 700,7 hab./km². De los 490 habitantes, Milton estaba compuesto por el 98.37% blancos, el 0.2% eran afroamericanos, el 1.22% eran amerindios, el 0% eran asiáticos, el 0% eran isleños del Pacífico, el 0% eran de otras razas y el 0.2% pertenecían a dos o más razas. Del total de la población el 0.82% eran hispanos o latinos de cualquier raza.